# Большая Алматинка
Большая Алматинка (каз. Үлкен Алматы) — река в Алма-Ате и Алматинской области Казахстана, правый приток реки Каскелен. Длина — 96 км, площадь водосбора — 425 км². Образуется слиянием трёх потоков, вытекающих из-под фронтальной морены двух мощных ледников. В долине реки построена 40-метровая железобетонная селезащитная плотина с селехранилищем, алматинский каскад ГЭС, система водоснабжения Алма-Аты, зона отдыха и водохранилище Сайран.

## Физико-географические характеристики
Бассейн реки расположен в пределах различных зон — горной, равнинной и переходной — предгорной. Стокоформирующей является горная зона, которая занимает 46 % всей территории бассейна реки. Верхняя часть горной зоны — область скал, ледников и вечных снегов. Ниже появляются альпийские луга с зарослями арчи, проходит пояс хвойного и лиственного лесов.
При выходе из гор ширина долины Большой Алматинки составляет 8 м. Средний многолетний расход в устье реки Терисбутак — 4,96—5,30 м³/с.
Река и её притоки, а также её долина крайне селеопасны. По ней неоднократно проходили разрушительные селевые потоки, которые доходили до города. Последний катастрофический сель объёмом в несколько миллионов кубических метров сошёл в 1977 году. Тогда по всей долине реки были снесены мосты, разрушены здания. Были человеческие жертвы. В 2006-м году сошёл сель гораздо меньшего объёма, остановившись в одном километре выше устья реки Проходной, разрушив два моста и повредив в нескольких местах дорогу.
Курганный некрополь Боралдай расположен на юго-восточной окраине посёлка Боралдай на высоком левом берегу реки.

## Застройка природоохранной зоны реки
С конца 1990-х, начала 2000-х годов активно выдавались и выдаются незаконные разрешения на застройку водоохранных зон и полос реки Большая Алматинка. К примеру, дно долины Большой Алматинки от противоселевой плотины до ГЭС-2 было застроено многочисленными кафе, ресторанами и гостиницами. Все они стоят на селевых отложениях 1977 года. Если такой сель повторится, что вполне возможно, то все эти сооружения могут быть снесены, а их посетители — погребены под слоем грязи и камней.

## Большая Алматинская плотина
В 1980 году по проекту Казахского филиала института «Гидропроект» в долине реки Большая Алматинка была сооружена искусственная противоселевая преграда для задержания селевых потоков и паводков, угрожающих западной части города Алма-Аты. Высота плотины 40 м, длина по гребню 422 м, из них 282 м глухой части и 140 м селесбросной, предназначенной для сброса избыточного объёма селевого потока в случае переполнения селехранилища. Глухая часть представляет собой земляную насыпь из валунно-галечникового грунта, на гребне которой располагается железобетонная подпорная стена. Конструкция селесбросной части комбинированная, состоит из насыпи и крупноячеистой железобетонной стены. Ёмкость селехранилища — 8,2 млн м³, по мере его заполнения, хранилище очищается путём сброса селевого потока.

## Благоустройство
В советское время русло реки было армировано и забетонировано, вдоль всего русла реки через определённое расстояние установлены специальные стенки-преграды, гасящие скорость движения воды в реке.
В 1980-х годах вдоль реки по проекту «Зелёный пояс Алма-Аты» по обеим сторонам русла была установлена стометровая зелёная зона, где были высажены зелёные насаждения (вязы). В настоящее время она почти вся вырублена, территория продаётся под застройку.
В 2008 году по заказу акимата была проведена реконструкция русла и набережной реки от плотины в поселке Алатау до ул. Торайгырова.
В 2013 году была проведена реконструкция русла и набережной реки от ул. Торайгырова до водохранилища Сайран стоимостью 1 031 035 226 тенге.
В ходе реконструкции в русле реки путём сноса было сокращено количество специальных бетонных стенок-преград (барражи) гасящих скорость движения воды, после чего стало проявляться затопление набережной реки во время сильного течения.

## Притоки
Основными притоками реки являются:
- Проходная
- Терисбутак — берёт начало на склоне хребта Заилийский Алатау на высоте 3200 м над уровнем моря, подпитывается родниками, впадает в Большую Алматинку на 71 км от устья. Длина 11 км, площадь водосбора 32,3 км². Имеет 15 мелких притоков общей длиной 25 км. Долина реки трогообразная, склоны крутые. Ширина русла реки в устье 1,5—3 м. Средний многолетний расход воды в устье 0,46 м³/с, наибольший 3,92 м³/с[9].
- Кзыл-Кунгей
- Серкебулак
- Кумбель
- Аюсай